# Оттава Ф'юрі
ФК «Оттава Ф'юрі» (англ. Ottawa Fury Football Club) — канадський футбольний клуб з Оттави, заснований у 2011 році. Виступав в USL. Домашні матчі приймав на стадіоні «Ті Ді Плейс Стедіум», місткістю 24 000 глядачів.
Був фарм-клубом «Монреаль Імпакт» та виступав у Східній конференції USL. Розформований у 2019 році.

## Досягнення
- Північноамериканська футбольна ліга
  - Соккер Боул:
    - Фіналіст: 2015
- North American Supporters' Trophy
  - Фіналіст: 2015